# QQ Водолея
QQ Водолея (лат. QQ Aquarii) — двойная затменная переменная звезда типа W Большой Медведицы (EW) в созвездии Водолея на расстоянии приблизительно 4045 световых лет (около 1240 парсеков) от Солнца. Видимая звёздная величина звезды — от +16,17m до +15,57m. Орбитальный период — около 0,2687 суток (6,4488 часов).

## Характеристики
Первый компонент — жёлто-оранжевый карлик спектрального класса K-G. Радиус — около 1,01 солнечного, светимость — около 0,567 солнечной. Эффективная температура — около 4978 К.